# Жемайтская Википедия
Жема́йтская Википе́дия (жем. Žemaitėška Vikipedėjė) — раздел Википедии на жемайтском языке (число говорящих: ~500 000). Этот раздел Википедии основан в 2006 по инициативе Zordsdavini, информатика Арнаса Удовичюса (p. 1982 г.; лит. Arnas Udovičius).

## История
- 2006, 25 марта — 1.
- 2007, 9 февраля — 1 000.
- 2008, 24 января — 5 000.
- 2009, 14 апреля — 10 000.[2]
- 2011 — 13 000.
- 2017, 29 января — 16 000.

## Основные статистические показатели
По состоянию на 10 августа 2025 года Жемайтская Википедия содержит 17 273 статьи. В Жемайтсой Википедии зарегистрировано 27 870 участников, из них 23 совершили какое-либо действие за последние 30 дней, а 4 участника имеют статус администратора. Общее число правок в разделе — 362 108. «Глубина» раздела равна 6,6.